# Gwgon ap Meurig
Gwgon ap Meurig (mort en 872) est un roi de Ceredigion et d'Ystrad Tywi c'est-à-dire le  Seisyllwg dans le sud-ouest du Pays de Galles.

## Contexte
Gwgon est mentionné dans les Harleian genealogies:
[G]uocaun map Mouric map Dumnguallaun map Arthgen map Seissil
Il est le fils de son prédécesseur  Meurig ap Dyfnwallon dont il hérite le royaume à sa mort . Sa sœur Angharad ferch Meurig épouse le roi de  Gwynedd Rhodri Mawr . Les Annales Cambriae relèvent la mort de Gwgon par noyade en 871 (recte 872). Le « Brut y Tywysogion  » date cet événement en 870 et précise  qu'il s'est noyé en traversant la rivière Llychwr dans la péninsule de Gower lors d'un combat contre les  Vikings.
Contrairement à la loi galloise, Rhodri Mawr annexe dans un premier temps son royaume avant que la souveraineté soit transmise au fils Angharad Cadell ap Rhodri qui devient un roi subordonné de son père.